# Russiske mestre i klubhåndbold
Liste over russiske mestre i klubhåndbold.

## Listen
| Sæson   | Vinder                          |
| ------- | ------------------------------- |
| 1991/92 | Ikke afholdet                   |
| 1992/93 | GK Universitet Sankt Petersburg |
| 1993/94 | ZSKA Moskau                     |
| 1994/95 | ZSKA Moskau                     |
| 1995/96 | GK Kaustik Wolgograd            |
| 1996/97 | GK Kaustik Wolgograd            |
| 1997/98 | GK Kaustik Wolgograd            |
| 1998/99 | GK Kaustik Wolgograd            |
| 1999/00 | ZSKA Moskau                     |
| 2000/01 | ZSKA Moskau                     |
| 2001/02 | GK Medwedi Tschechow            |
| 2002/03 | GK Medwedi Tschechow            |
| 2003/04 | GK Medwedi Tschechow            |
| 2004/05 | GK Medwedi Tschechow            |
| 2005/06 | GK Medwedi Tschechow            |
| 2006/07 | GK Medwedi Tschechow            |
| 2007/08 | GK Medwedi Tschechow            |
| 2008/09 | GK Medwedi Tschechow            |
| 2009/10 | GK Medwedi Tschechow            |
| 2010/11 | GK Medwedi Tschechow            |
| 2011/12 | GK Medwedi Tschechow            |
| 2012/13 | GK Medwedi Tschechow            |
| 2013/14 | GK Medwedi Tschechow            |
| 2014/15 | GK Medwedi Tschechow            |
| 2015/16 | GK Medwedi Tschechow            |

## Statistik
| Antal titler | Klub                             |
| ------------ | -------------------------------- |
| 19           | GK Medwedi Tschechow/ZSKA Moskau |
| 4            | GK Kaustik Wolgograd             |
| 1            | GK Universitet Sankt Petersburg  |